# New Century Financial Corporation
New Century Financial Corporation byla americká hypoteční společnost. Její sídlo se nacházelo v Irvine ve státě Kalifornie.
Založena byla v roce 1995 trojicí managerů z firmy Option One Mortgage, včetně generálního ředitele Brada Morrice. K 1. lednu 2007 měla společnost přes 7200 zaměstnanců. V průběhu roku 2007 se nicméně dostala do finančních potíží. Firma nebyla schopna vyplácet pohledávky věřitelům, což začala krátce nato prošetřovat americká federální policie. V březnu 2007 bylo ukončeno obchodování akcií společnosti na NYSE. Společnost zbankrotovala v polovině roku; propustila přes polovinu zaměstnanců a její vedení bylo obviněno ze záměrných dezinformací podnikových investorů. Americká veřejnost se tak mohla seznámit s praktikami, které byly používány v hypotečním sektoru a které přispěly k rozvinutí hypoteční, a později ekonomické krize z let 2007–2009.